# کاوشگر خورشیدی پارکر
کاوِشگر خورشیدی پارکر (انگلیسی: Parker Solar Probe) که پیش‌تر کاوِشگر خورشیدی پلاس (SPP) (انگلیسی: Solar Probe و Solar Probe Plus یا Solar Probe+‎) نامیده می‌شد، یک فضاپیمای رباتیک برنامه‌ریزی شده برای بررسی بخش بیرونی تاج خورشیدی (کرونا) است که در سال ۲۰۱۸ به‌سوی خورشید پرتاب شد. این کاوشگر به فاصلهٔ ۹٫۸۶ شعاع خورشیدی (حدود ۶٫۹ میلیون کیلومتری) سطح خورشید خواهد رسید. سرعت این کاوشگر در نهایت ۶۹۲۰۰۰ کیلومتر بر ساعت معادل ۱۹۲٫۲ کیلومتر بر ثانیه می‌رسد. این سرعت که ۰٫۰۶۴٪ سرعت نور و بالاترین سرعت یک جسم در زمین ساخته‌شده تاکنون است.
این کاوشگر در ۱۲ اوت ۲۰۱۸ به فضا پرتاب شده است. کاوشگر پارکر که مقاومت زیادی نسبت به حرارت دارد، از همهٔ کاوشگرهای پیشین به خورشید نزدیک‌تر خواهد شد و با کمک نیروی گرانش سیارهٔ ناهید پس از هفت سال در شش میلیون کیلومتری خورشید قرار خواهد گرفت؛ این کاوشگر اطلاعات تازه‌ای دربارهٔ تاج‌های خورشیدی و بادهای خورشیدی مخابره خواهد کرد.
از ویژگی‌های دیگر این کاوشگر این است که پس از نزدیک شدن به خورشید و با وجود گرمای محیط به گونه‌ای طراحی شده که دمای داخل آن ۳۰ درجهٔ سانتی‌گراد باقی بماند. پارکر توسط یک سپر حرارتی ضخیم محافظت می‌شود که در برابر تغییرات حرارتی تا ۵۰۰ برابر بیشتر از گرمایی که از خورشید به زمین می‌رسد، مقاوم است. یکی از موضوعات تحقیق این کاوشگر این است که چرا برخلاف انتظار معمول درجهٔ حرارت در تاج خورشیدی بیشتر از حرارت سطح این ستاره است.
قرار است پارکر در طی مأموریت ۷ سالهٔ خود ۲۴ بار در مدار خورشید گردش کند و مسافتی حدود ۶ میلیون و ۲۰۰ هزار کیلومتر را بپیماید. این کاوشگر در فاصلهٔ ۶ میلیون و ۱۶ کیلومتری خورشید حرکت خواهد کرد و زمانی که به خورشید نزدیک شود، می‌تواند با افزایش سرعت خود به سریع‌ترین ابزار تولید بشر تبدیل شود.
کاوشگر خورشیدی پارکر نخستین کاوشگر ناسا است که توانست تاج خورشیدی را لمس کند و همچنین به نام یک فرد زنده نامگذاری شده باشد. این نام، به مناسبت تجلیل از خدمات یوجین پارکر، پروفسور دانشگاه شیکاگو انتخاب شده است.
در ۲۹ اکتبر ۲۰۱۸، حدود ساعت ۱۸:۰۴ ساعت هماهنگ جهانی، این فضاپیما رکورد نزدیک‌ترین جسم مصنوعی به خورشید را شکست. رکورد قبلی، ۴۲٫۷۳ میلیون کیلومتر (۲۶٫۵۵ میلیون مایل) از سطح خورشید بود که توسط فضاپیمای هلیوس ۲ در آوریل ۱۹۷۶ ثبت شده بود. در ۲۷ سپتامبر ۲۰۲۳ در حضیض خود، نزدیکترین رویکرد ۷٫۲۶ میلیون کیلومتر (۴٫۵۱ میلیون مایل) بود که دوباره در ۲۹ مارس ۲۰۲۴ نیز به این فاصله رسید. این پس از پرواز کناری و طی باقیماندهٔ فاصله از زهره بود.
در ۲۴ دسامبر ۲۰۲۴ در ساعت ۱۱:۵۳ ساعت هماهنگ جهانی، PSP نزدیکترین فاصلهٔ خود به خورشید را انجام داد و به فاصلهٔ ۶٫۱ میلیون کیلومتری (۳٫۸ میلیون مایل) از سطح آن رسید. سیگنال فانوس دریایی آن در ۲۶ دسامبر دریافت شد و نشان داد که از عبور از کرونا جان سالم به در برده است. پیش‌بینی می‌شود تله متری دقیق در ۱ ژانویهٔ ۲۰۲۵ دریافت شود.

## تاریخچه
مفهوم کلی پروژهٔ کاوشگر خورشیدی پارکر در گزارش سال ۱۹۵۸ توسط گروه میدان‌ها و ذرات، کمیته ۸ هیئت علمی فضایی آکادمی ملی علوم، که استفاده از چندین مأموریت فضایی را پیشنهاد می‌کرد، از جمله فرستادن یک «کاوشگر خورشیدی به درون مدار عطارد تا از آنجا ذرات و میدان‌های مجاور خورشید» را بررسی کند.
مطالعه‌های بعدی در دهه‌های ۱۹۷۰ و ۱۹۸۰ اهمیت آن را مجدداً تأیید کردند، اما به دلیل هزینه‌های آن همیشه به تعویق می‌افتاد. یک مأموریت مدارگردی خورشیدی با هزینهٔ کاهش یافته در دههٔ ۱۹۹۰ مورد مطالعه قرار گرفت و یک مأموریت کاوشگر خورشیدی با قابلیت بیشتر به عنوان یکی از محورهای برنامه «سیاره بیرونی/کاوشگر خورشیدی» (OPSP) که توسط ناسا در اواخر دههٔ ۱۹۹۰ فرموله شد، عملی شد. سه مأموریت اول این برنامه برنامه‌ریزی شده بود: مدارگرد خورشیدی، مأموریت شناسایی پلوتون و کمربند کویپر، مأموریت پلوتون کویپر اکسپرس، و مأموریت اخترزیست‌شناسی مدارگرد اروپا که بر بررسی قمر اروپا متمرکز بود.

## فضاپیما

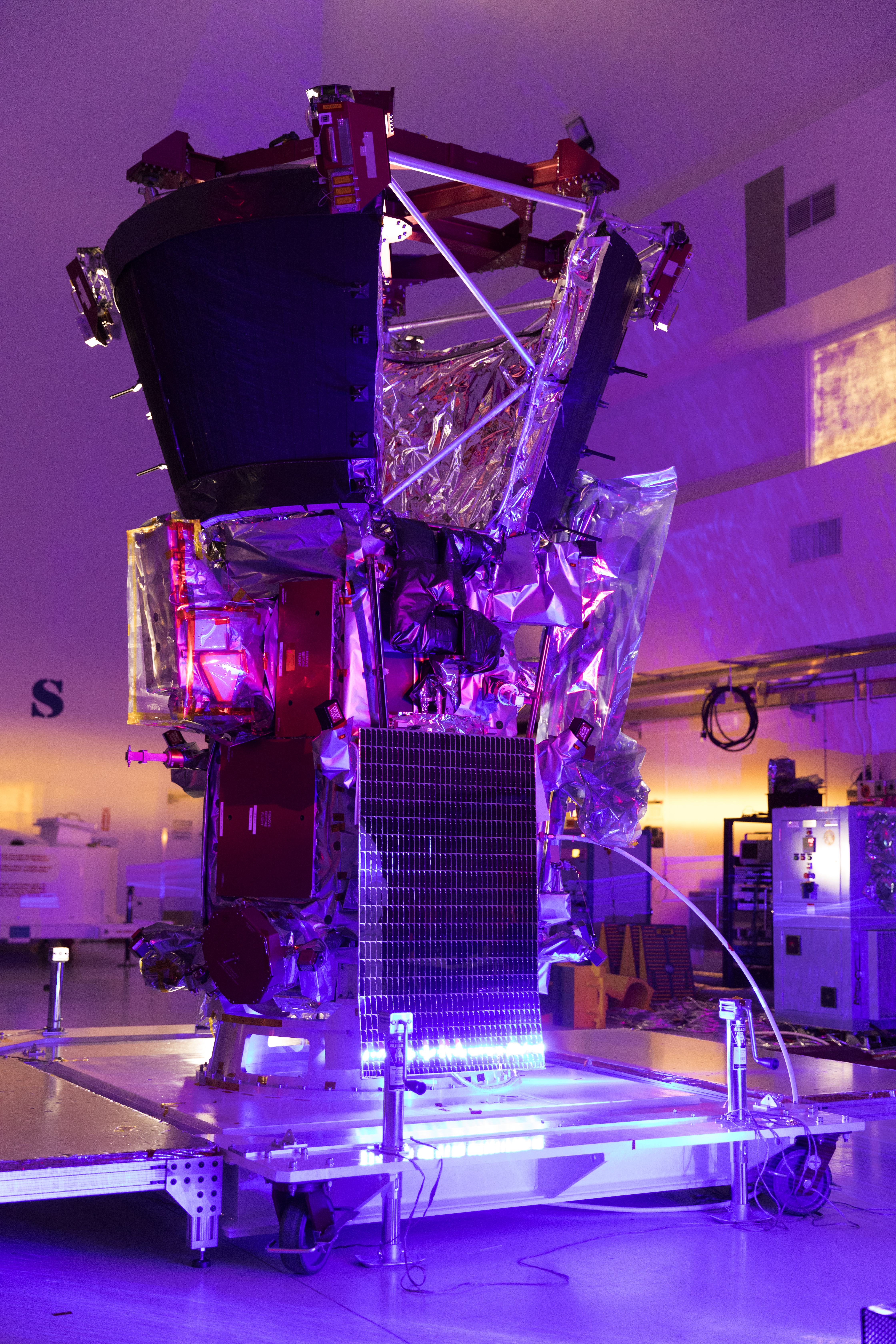
کاوشگر خورشیدی پارکر درحال آزمایش در مرکز پردازش فناوری فضایی، شهر تیتوس‌ویل٬ فلوریدا آمریکا

کاوشگر خورشیدی پارکر نخستین فضاپیمایی است که به سمت پایین تاج خورشیدی پرواز کرد. فضاپیما ساختار و دینامیک پلاسمای تاجی خورشید و میدان مغناطیسی، جریان انرژی که تاج خورشیدی را گرم می‌کند و باد خورشیدی را تحریک می‌کند و مکانیسم‌هایی که ذرات پرانرژی را شتاب می‌دهند، ارزیابی خواهد کرد.
سیستم‌های این فضاپیما از گرما و تابش‌های شدید نزدیک به خورشید توسط یک سپر خورشیدی محافظت می‌شوند. شدت پرتوهای خورشیدی در حضیض تقریباً ۶۵۰ کیلووات بر متر مربع یا ۴۷۵ برابر شدت در مدار زمین است. سپر حرارتی با ۷ سانتی‌متر (۴٫۵ اینچ) ضخامت و ساخته شده است. آن از دو پانل کامپوزیت کربن-کربن تقویت‌شده با یک هسته سبک فوم کربنی به ضخامت ۱۱ سانتی‌متر (۴٫۵ اینچ)، که برای مقاومت در برابر دمای خارج از فضاپیما در حدود ۱۳۷۰ درجه سانتی‌گراد (۲۵۰۰ درجه فارنهایت) طراحی شده است. ] سپر تنها ۷۳ کیلوگرم (۱۶۰ پوند) وزن دارد و ابزار فضاپیما را در دمای ۲۹ درجه سانتیگراد (۸۵ درجه فارنهایت) نگه می‌دارد.

## مسیر حرکت

انیمیشنی از مسیر کاوشگر خورشیدی پارکر از ۷ اوت ۲۰۱۸ تا ۲۹ اوت ۲۰۲۵:
کاوشگر خورشیدی پارکر's مسیر حرکت از ۷ اوت ۲۰۱۸ تا ۲۹ اوت ۲۰۲۵: • • • • For more detailed animation, see this video.

طرح مأموریت کاوشگر خورشیدی پارکر از کمک‌های گرانشی مکرر از زهره برای کاهش تدریجی حضیض مداری آن برای دستیابی به ارتفاع نهایی (در بالای سطح) تقریباً ۸٫۵ شعاع خورشیدی یا حدود ۶×۱۰۶ کیلومتر (۳٫۷×۱۰۶ مایل؛ ۰٫۰۴۰ یکای نجومی) استفاده می‌کند.مسیر فضاپیما شامل هفت پرواز زهره در طول زمانی نزدیک به هفت سال بود تا به تدریج فاصلهٔ مدار بیضی شکل خود را به دور خورشید کاهش دهد، در مجموع ۲۴ دور مداری.

## اهداف علمی
اهداف این مأموریت عبارتند از:
1. ردیابی آن جریان انرژی که تاج خورشیدی را داغ می‌کند و عاملی که سبب سرعت بخشیدن به باد خورشیدی است.
2. انرژی اتمسفر پایینی خورشید چگونه به تاج و باد خورشیدی منتقل شده و در آن پراکنده می‌شود؟
3. توزیع‌های سرعت غیرتعادلی مشاهده‌شده در سراسر هلیوسفر را چه فرآیندهایی شکل می‌دهند؟
4. فرآیندهای تاج چگونه بر خواص باد خورشیدی در هلیوسفر تأثیر می‌گذارد؟
5. ساختار و دینامیک میدان‌های پلاسمایی و مغناطیسی در منابع باد خورشیدی تعیین شود.
6. چگونه میدان مغناطیسی در مناطق منبع باد خورشیدی به فتوسفر (نورسپهر) و هلیوسفر متصل می‌شود؟
7. آیا منابع باد خورشیدی ثابت یا متناوب هستند؟
8. ساختارهای مشاهده شده در تاج چگونه به باد خورشیدی تبدیل می‌شوند؟
9. مکانیسم‌هایی که ذرات پرانرژی را شتاب می‌دهند و انتقال می‌دهند کاوش شوند.
10. تکانه‌ها، اتصال مجدد، امواج و تلاطم در شتاب ذرات پرانرژی چه نقشی دارند؟
11. جمعیت منبع و شرایط فیزیکی لازم برای شتاب ذرات پرانرژی چیست؟
12. چگونه ذرات پرانرژی در تاج و هلیوسفر منتقل می‌شوند؟[۱۸]

## نگارخانه

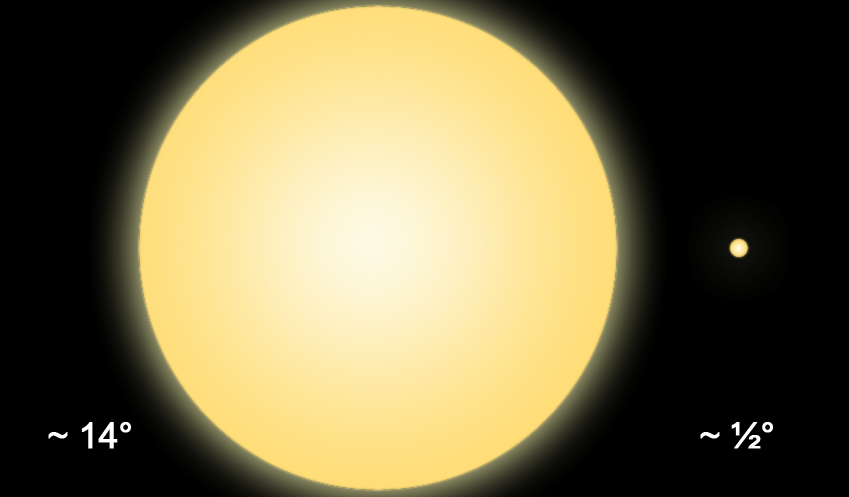
اندازهٔ ظاهری خورشید قابل مشاهده از فاصلهٔ مدار کاوشگر پارکر (سمت چپ) در مقایسه با اندازهٔ ظاهری خورشید قابل مشاهده از زمین (سمت راست)
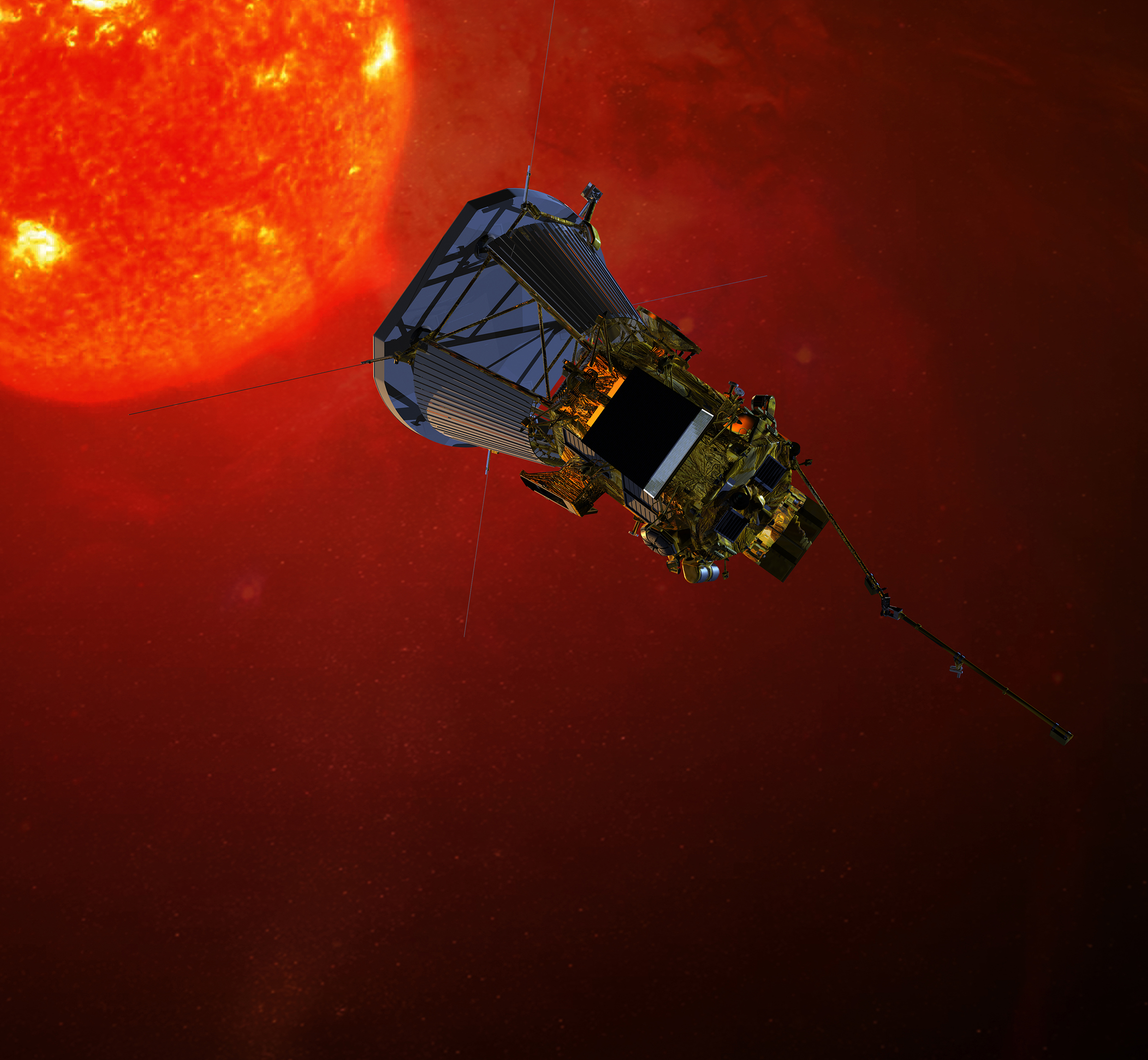
تصویری هنری از کاوشگر خورشیدی در حال نزدیک شدن به خورشید